# マットグロッソ州

マットグロッソ州
Estado de Mato Grosso

マットグロッソ州（マットグロッソしゅう、Estado de Mato Grosso [ˈmatu ˈɡɾosu] ( 音声ファイル)）は、ブラジルの中西部に位置する州。州庁所在地はクイアバ。略称は「MT」である。

## 地理
ブラジル中西部地方に位置する広大な州で、ロンドニア州、アマゾナス州、パラー州、トカンティンス州、ゴイアス州、マット・グロッソ・ド・スル州に隣接している他、ボリビアと国境を接している。総面積は90万3208平方キロメートルで、ブラジルで3番目に広い州である。
地形
面積の74パーセントは標高600メートル以下の低地で、最高点のマント・クリスト山でも標高1118メートルしかない。河川が多く、ジュルエナ川、シング川、パラグアイ川、ピケリ川、クイアバー川、サン・ロウレンソ・ダス・モルチス川、チリス・ピリス川などが州内を流れている。
気候
州全体が熱帯に位置し、一年を通して26℃を越える日が多い。一年は大きく雨季と乾季に分かれる。地方の道路には雨季になると水没するものもあり、船や航空機が重要な移動手段となる。

## 位置
北にパラー州、アマゾナス州、東部にトカンティンス州、ゴイアス州、南部にマットグロッソ・ド・スル州、西部にロンドニア州、ボリビア（サンタクルス県）との国境に囲まれている。時差は州全域においてブラジリアより1時間遅い。
南西部の一角に世界的に有名な大湿地帯「パンタナール」（Pantanal）があり、その北部へは州都クイアバからアクセスできる。

## 主な都市
- クイアバー
- ヴァルゼア・グランヂ
- ホンドノーポリス
- カーセレス
- タンガラー・ダ・セーハ
- バーハ・ド・ガルサス
- アウタ・フロレスタ
- ポンチス・イ・ラセルダ
- プリマヴェーラ・ド・レスチ

## 歴史
地名の語源は、ポルトガル語で「深い森」を意味する。
1494年に締結されたトルデシリャス条約により、当初はスペイン領であった。最初の入植もスペインのイエズス会宣教師が行ったが、1680年にサンパウロからの開拓者（バンデイランチ）によって駆逐された。1718年に金が発見されると入植者が相次ぎ、1748年にポルトガルによって総督府が設置された。

## 経済
農業が主な産業で、特に牧畜が盛んである。広大な面積を利用したサトウキビや綿花、大豆、米などの栽培も行われており、特に大豆の生産に於いてはブラジル国内で最大級である。また州の南部にはパンタナールがあり、多くの観光客が内外から訪れている。

## 交通
州都のクイアバにはマレシャウ・ホンドン国際空港があり、ブラジル各地から便が乗り入れている。面積が広大な為小型機による移動も多いが、州内の飛行場には未舗装の滑走路しかない所も少なくない。自動車による移動も重要な交通手段だが、都市を離れると未舗装道路が多い。また、場所によっては道路が水没する為雨季の陸上移動が困難になる場所も多い。その他農業州らしく、近距離の移動には馬や驢馬も多く使われる。

## 教育
- マットグロッソ連邦大学

## 出身有名人
- エウリコ・ドゥトラ
- カンディド・ホンドン
- ホベルト・カンポス
- エンリケ・カルロ・デ・ソウザ
- ホドリゴ・ダ・シウヴァ